# Paul Rudolf von Bilguer
Paul Rudolf von Bilguer, né le 21 septembre 1815 à Ludwigslust dans le Mecklembourg et mort prématurément de la tuberculose le 16 septembre 1840 à Berlin, était un champion prussien du jeu d'échecs.

## Biographie
Fils d'un officier de carrière, il fut lui-même lieutenant dans l'armée prussienne.
Membre du fameux cénacle de champions d'échecs baptisé la Pléiade berlinoise, Bilguer est l'auteur d'un ouvrage fondamental de la théorie échiquéenne, le Handbuch des Schachspiels (ou Manuel des échecs en français). 
Publié pour la première fois en 1843 et réédité jusqu'en 1922, le traité rédigé par le jeune officier, ultérieurement mis à jour par son ami le baron Tassilo von Heydebrand und der Lasa, constitua l'étude de référence la plus célèbre du XIXe siècle sur l'art des échecs.
Comme les autres membres de la pléiade, il joua aussi à la Société d'échecs de Berlin, l'un des plus vieux club allemands, auquel la pléiade donna un véritable essor.